# 曹操 (テレビドラマ)
『曹操』（そうそう、原題：曹操）は、2013年の中国のテレビドラマ。全41話。

## 概要
『三国志演義』での敵役・曹操を主人公として扱う作品。映画『孔子の教え』の女性監督でもあるフー・メイが演出を務める。DVDは7部構成で、各部の先頭と終わりには解説と次部の予告が追加されている。DVD・Blu-ray Discの販売元は、『三国志 Three Kingdoms』と同じエスピーオーである。

## あらすじ

### 第1部 乱世奸雄
第一集～第六集
漢霊帝・劉宏が即位した翌年の西暦169年、まだ幼い阿瞞(後の曹操)は霊帝の遊び相手として宮中にあがった。そこで第二次党錮の禁を目の当たりにする。成長した曹操はその才能を活かし、洛陽北部尉、頓丘県令、議郎を歴任した。

### 第2部 漢室衰退
第七集～第十二集
黄巾党の制圧で曹操は頭角を表す。霊帝崩御の混乱に上じ、董卓が洛陽に上洛する。

### 第3部 打倒董卓
第十三集～第二十集
袁紹を盟主に反董卓軍を結成するも、互いを牽制しあう諸侯による連合軍は内部分裂した。董卓は少帝弁を廃して献帝を擁立し、都を洛陽から長安に遷都する。宮中の司徒・王允は自分の養女である貂蝉に命じ、『連環の計』を使い呂布に董卓を殺させた。

### 第4部 献帝擁立
第二十一集～第二十六集
兗州牧となった曹操は、黄巾党の残党や黒山軍（黒山賊）を討伐し、精鋭のみを自軍に加え兵力を伸ばした。徐州を治める陶謙の配下が父・曹嵩を殺害すると、復讐を名目に徐州に進軍する。曹操を裏切った陳宮と張邈は呂布と手を組み、手薄になった兗州を攻める。兗州を取り戻した曹操は、長安から洛陽に逃れた漢献帝・劉協を救い出し、都を自分の本拠地である許昌に移した。

### 第5部 呂布滅亡
第二十七集～第三十二集
丞相となった曹操は、宛城の戦いで猛将・典韋、長子の曹昂、甥の曹安民を失った。下邳城に退いた呂布を、水攻めによって滅ぼした。

### 第6部 官渡大戦
第三十三集～第三十八集
袁紹は田豊ら家臣の進言を聞かず官渡の戦いで大敗する。臨終の床で袁紹は、末子・袁尚を後継者に指名する。

### 第7部 赤壁前夜
第三十九集～第四十一集
匈奴に連れ去られて左賢王の夫人となっていた蔡琰を連れ戻す。蔡琰は、蔡家の失われた書物を復元する。袁紹の本拠地である鄴城を落とすと、曹丕は袁紹の次男袁煕の妻・甄夫人を自分の妻とする。曹操は郭嘉の早すぎる死を嘆く。

## 登場人物・キャスト
- 曹操：チャオ・リーシン（中国語版）(声：堀内賢雄)
- 曹節[1]：レイ・コーション（中国語版）(声：岩崎ひろし)
- 卞夫人：龔潔（中国語版）(声：中村千絵)
- 丁夫人：リー・リンユー（中国語版）(声：麻生侑里)
- 夏侯惇：尹君正(声：乃村健次)
- 夏侯淵：王釗(声：加瀬康之)
- 曹仁：孫学正(声：田中正彦)
- 曹昂：陳澤浠(声：柿原徹也)
- 曹安民：沈渤(声：横堀悦夫)
- 荀彧：闞金明(声：檀臣幸)
- 郭嘉：イェン・クゥン（中国語版）(声：家中宏)
- 許褚：趙明明(声：檜山修之)
- 袁紹：スン・ホンタオ(声：仲野裕)
- 袁術：丁凱(声：郷田ほづみ)
- 董卓：シー・リーミン(声：樋浦勉)
- 呂布：イン・フォン(声：山野井仁)
- 貂蝉：ハン・シュエ(声：平野綾)
- 何皇后：チャオ・シュエリェン（中国語版）(声：魏涼子)
- 霊帝：イェン・クゥン（中国語版）(声：鈴木正和)
- 何進：ジュー・イェンピン(声：西村太佑)
- 孔融：レオ・クー（中国語版）(声：影平隆一)
- 王允：李暁文(声：野島昭生)
- 蔡琰：張玉潔(声：川島悠美)
- 劉備：楊威(声：星野充昭)
- 関羽：張益群(声：小野健一)
- 張飛：李龍(声：天田益男)
- 甄夫人：（声：本名陽子）

## スタッフ
- プロデューサー：ウェイ・リー
- 監督・演出：フー・メイ（中国語版）
- 脚本：チン・ルーシー、フー・イェンチャン
- 日本語版監修：渡邉義浩（早稲田大学文学学術院教授）

## 主題歌
- 俠骨柔情

作詞：原子夫、作曲：藤原育郎、歌：米靚
2013年マカオテレビ祭 最優秀影視曲歌唱賞 受賞